# Argomoso
Argomoso (llamada oficialmente San Pedro de Argomoso) es una parroquia española del municipio de Mondoñedo, en la provincia de Lugo, Galicia.

## Organización territorial
La parroquia está formada por cinco entidades de población:
- Barral (O Barral)
- Cuba (A Cuba)
- Escourido (O Escourido)
- Pardiñas
- Supena

## Demografía
| Gráfica de evolución demográfica de Argomoso entre 2000 y 2020 |
|                                                                |
| Datos según el nomenclátor publicado por el INE.               |

## Patrimonio
En sus inmediaciones se ubica la legendaria Cueva del Rei Cintolo.